# Хрониките на Нарния: Плаването на „Разсъмване“
„Хрониките на Нарния: Плаването на „Разсъмване““ (на английски: The Chronicles of Narnia: The Voyage of the Dawn Treader) е фентъзи от 2010 г., базиран на Плаването на „Разсъмване“ от 1952 г., третият роман от поредицата „Хрониките на Нарния“ на К. С. Луис. Той е третият и последен филм от филмовата поредица „Хрониките на Нарния“, и е единственият филм в поредицата, който е пуснат в Digital 3D. Той е също единственият филм от поредицата, който не е разпространен от „Уолт Дисни Пикчърс“, който е заместен от „Туентиът Сенчъри Фокс“. Въпреки това, „Дисни“ евентуално притежава правата на всичките филми в поредицата след закупуването на 21st Century Fox от „Дисни“ през 2019 г.
Работата по заснемането на „Плаването на „Разсъмване““ започва през 2007 г., докато „Принц Каспиан“ все още е в разработка. Снимачният процес е трябвало да се проведе в Малта, Чехия и Исландия през 2008 г., като Майкъл Аптед се присъединява като новия режисьор, за планираното пускане през 2009 г. По-късно снимачния процес се развива в Австралия и Нова Зеландия през 2009 г. и е конвертиран в 3-D през 2010 г. Пуснат е във традиционните формати 2D, RealD 3D и Digital 3D. Сценарият, който е базиран на едноименния роман от К.С. Луис, е написан от Стивън Макфийли и Кристофър Маркъс.
Премиерата на филма се състои на 30 ноември 2010 г. в Royal Film Performance в Лондон и е пуснат в световен мащаб на 10 декември 2010 г. с комерсиален успех, но получава смесени отзиви от критиката, които похвалиха изпълненията и визуалните ефекти, но критикуваха сценария. Тогава стана най-високобюджетния филм на Туентиът Сенчъри Фокс за 2010 г.

## В България
На 10 декември 2010 г. филмът е пуснат по кината от Александра Филмс.
На 11 април 2011 г. е издаден на DVD и Blu-Ray от А Плюс Филмс.
На 1 февруари 2015 г. филмът е излъчен премиерно по bTV с български дублаж, записан в студио Медия Линк. Екипът се състои от:
| Озвучаващи артисти  | Даниела Йорданова Ася Рачева Цанко Тасев Радослав Рачев Александър Воронов |
| Преводач            | Пламен Узунов                                                              |
| Тонрежисьор         | Александър Тодоров                                                         |
| Режисьор на дублажа | Мария Ангелова                                                             |